# Axinella pilifera
Axinella pilifera är en svampdjursart som beskrevs av Carter 1885. Axinella pilifera ingår i släktet Axinella och familjen Axinellidae.
Artens utbredningsområde är havet kring Australien. Inga underarter finns listade i Catalogue of Life.